# Кэмпбелл, Джордж (спортсмен)
Джордж Кэмпбелл (англ. George Campbell; 1 февраля 1878, Оринджвилл — 4 ноября 1972, Оранджвилль) — канадский игрок в лакросс, чемпион летних Олимпийских игр 1908.
На Играх 1908 в Лондоне Кэмпбелл участвовал в мужском турнире, в котором его сборная заняла первое место, выиграв в единственном матче у Великобритании.